# Tomás Mejía

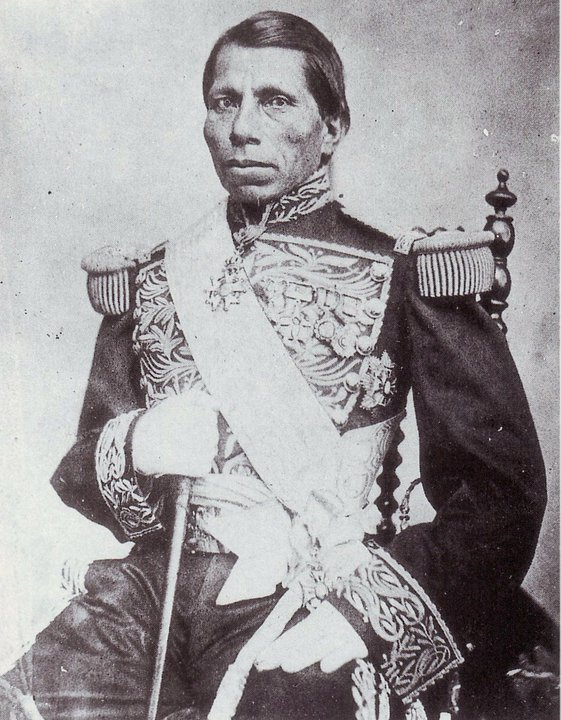
Tomás Mejía

Tomás Mejía (ur. 17 września 1820 w Pinal de Amoles, zm. 19 czerwca 1867 na wzgórzu Cerro de las Campanas) – meksykański żołnierz, generał dywizji.

## Życiorys
Dowódca kawalerii w oddziałach cesarza Maksymiliana I podczas walk z wojskami republikańskimi Benito Juareza podczas interwencji francuskiej w 1862 i podczas istnienia cesarstwa w Meksyku. Rozstrzelany wraz z cesarzem i generałem Miramonem w Querétaro.
Odznaczony Krzyżem Wielkim Orderu Orła Meksykańskiego w 1865 i Krzyżem Wielkim Orderu Guadalupe w 1864 roku i Krzyżem Komandorskim Orderu Legii Honorowej.